# ついんえんじぇる
『ついんえんじぇる』は谷澤みきの4コマ漫画作品。竹書房の雑誌「まんがくらぶオリジナル」（月刊）で2001年発売の2002年1月号から2005年5月号まで連載された。

## 作品概要
西田香織と西田史織は双子の姉妹。外見はそっくりだが、性格はまるで正反対。でも2人で一緒の家に住み、同じ会社の同じ部署で仲良く働いている。そして、ただそれだけのことが、同僚や周囲の人々を混乱の渦に陥れ……?
個性的な2人の双子と、2人に劣らず個性的な周囲の人々の、その個性ゆえの愉快な混乱の拡大再生産を描く。

## 主な登場人物
西田香織（にしだ かおり）・西田史織（にしだ しおり）
香織は双子（一卵性双生児）の姉で、史織は妹。2人は同じ会社の同じ部署（具体的な業種や業務内容は不明。事務系）で働いているOL。幼稚園から大学まで一緒に通ったが、示し合わせて同じ会社に入ったわけではない。
外見では2人とも全く区別がつかないが、職場では、香織は髪留めを、史織はピアスをしていることが多く、判別の目安となる。
香織は神経質で手先は器用、史織は大雑把で手先は不器用。時間を尋ねられても、香織は秒単位まで正確に答えるのに対し、史織は時計が18時27分を指していても「6時過ぎ」と答えるなど。
香織は可愛いものが好きで、職場の机の中には小物がいっぱい溜め込まれている。史織は身体を動かすことが好きで、職場の机の中には鉄アレイやモデルガンなどがいっぱい溜め込まれている。2人で一緒に旅行に行っても、香織は温泉三昧、史織はスキー三昧と、楽しみ方が異なる。史織は時々サバイバルゲームにも参加している。
香織は非力かつ運動音痴で、自転車にも乗れず、数個の湯呑みを乗せただけの盆も運べないほどだが、史織は力自慢で、他の課員からも物運びを頼まれるほど。同時に同じ食べ物が原因で腹痛を起こしても、翌日には史織は治っても香織は治らずに欠勤してしまうほど、体力に差がある。
香織は寒がりで、史織は暑がり。季節の変わり目には、史織は通常の制服のままなのに対し、香織は更にカーディガン等を羽織るので、この時期は課長でも区別が容易となる。
史織は幽霊が苦手だが、香織はそうでもない。でも香織はゴキブリが苦手。
2人ともイタズラ好きで、とっさに他人のふり（具体的には姉または妹のふり）をすることもできる。
2人とも方向音痴。地図は回さないと読めない。
加藤あゆみ（かとう あゆみ）
西田姉妹が勤める会社の同僚で同期。23歳。
連載開始当初は双子の見分けがつかなかったが、段々と上達し、2人がわざと互いの服や装身具を交換した状態においても判別が可能になった。但し電話の声だけではまだ判別不可能。
企み事が好きで、史織の高山に対する誤解を放置したり、牧村が西田姉妹が双子であることに気付かないように常に注意を払うなどの努力をしている。
高山
西田姉妹が勤める会社の営業マン。史織のことが好きで、よく構っているが、史織には疎んじがられている。その史織の姿がまた可愛いらしい。（結果的に、当初はフリーであった史織の彼氏となることはできず、史織は別の男（後述）と付き合い始めた。）
課員で唯一、西田姉妹を声だけでも区別できる。曰く“魂が違う”。
牧村
取引先の会社の営業マン。24歳。
西田姉妹が双子であることを知らず、2人を1人の人間（とそのドッペルゲンガー）だと思い込んでいる。2人を混同したままに“西田さん”のことを好きになってしまう。
布施課長
西田姉妹が勤める会社の課長。下の名前は不明。
双子のみならず、人の顔を憶えるのが苦手で、髪型で区別している。あゆみが髪型を変えた際に、史織と間違えてしまうほど。
西田姉妹の判別は諦めたが、初孫が男の子の双子（海人（かいと）・賢人（けんと））で、判別はおろか名前を記憶することすらできずに困っている。便宜的に太郎・次郎と呼んでいるが、孫は本来の名前よりも先にこれを憶えてしまった。
小池真理子（こいけ まりこ）
西田姉妹が勤める会社の同僚。19歳だが中学生にしか見えない。セリフの表記も平仮名・片仮名の割合が異常に高い。皆が避けて通るような“お局様”になることが目標。
人の顔を憶えるのが得意で、登場第1話目で西田姉妹の判別が完璧になっただけでなく、「（西田姉妹の顔が）あんまり似てない」と発言し、2人が双子であること自体を疑っている。
香織と同じくらい非力。
カオル君
通称。本名は作中では未だ明らかにされていない。男性だが、外観は史織とそっくり。
1人の登場人物として確立する以前から、端役として西田姉妹と間違えられるために時々登場していた。史織と同じバイク雑誌を購読しており、書店で偶然に史織と出会い、そのまま意気投合して付き合うことに。

## 書誌情報
単行本 - 竹書房より「バンブーコミックス」として刊行されている。
- 第1巻（2004年4月27日発行） ISBN 4-8124-5932-X

本記事は、単行本第1巻までの内容のみを典拠として作成されています。本記事を引用したり、最新の状況に修正や加筆をされる場合は、この点にご注意ください。